# レスキュー・チェンバー

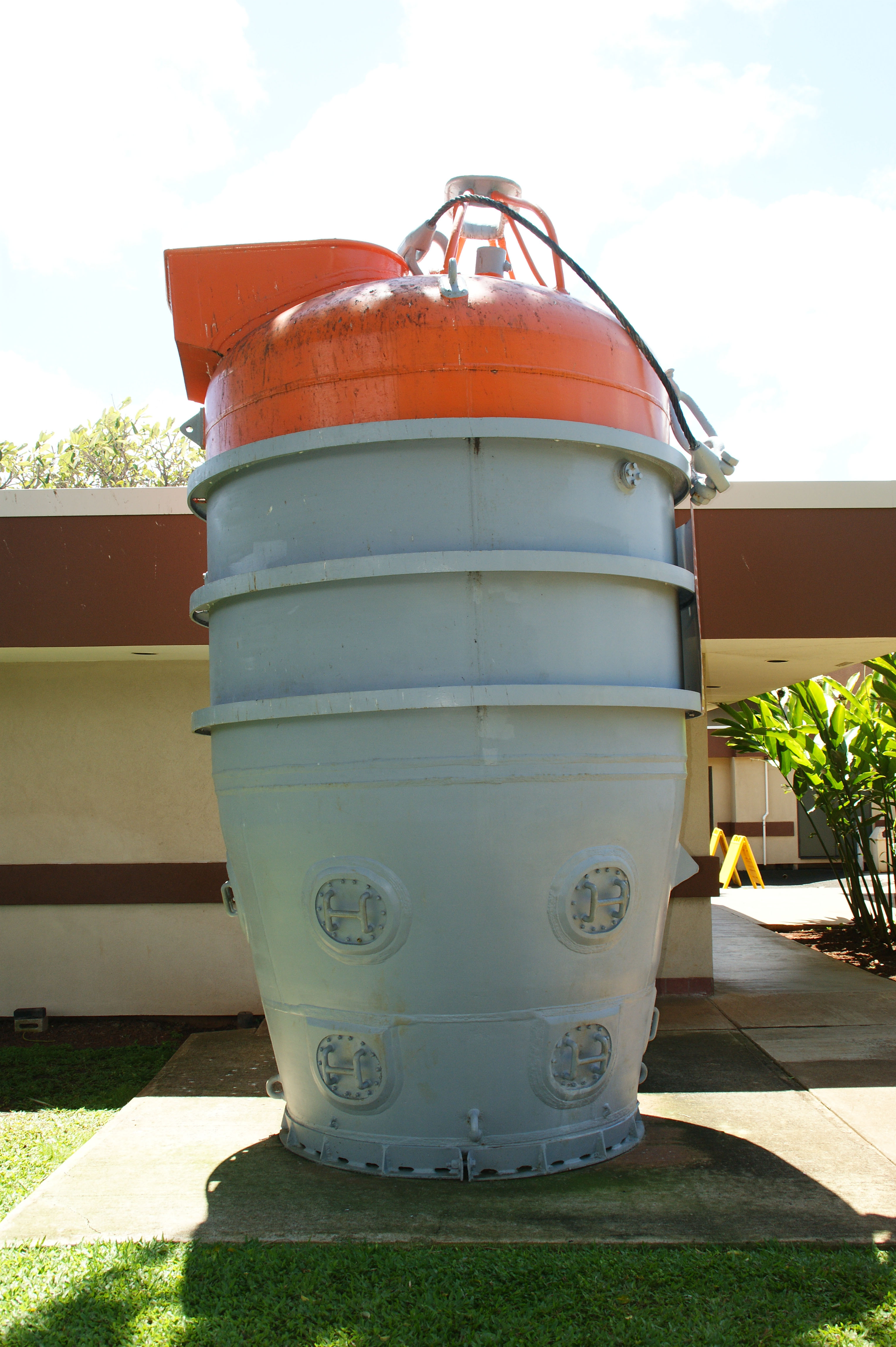
アメリカ海軍「フロリカン」に搭載されていたチェンバー。

レスキュー・チェンバー（英語: Rescue Chamberとも）は、潜水球の一種。潜水艦が沈没した際に、遭難潜水艦の乗員救助に用いられる。着想および開発のほとんどはアメリカ海軍のチャールズ・モンセン少佐によって行われたにもかかわらず、公式には、その最終段階を指揮したアラン・マッケーン少佐の名をとって、マッケーン・レスキュー・チェンバー（英: McCann Rescue Chamber）と称された。

## 来歴
モンセン少佐がレスキュー・チェンバーについての着想を得たのは、1925年9月25日にS-51の沈没事故が発生した直後であったとされている。このとき、モンセン少佐は遭難艦と同じS級潜水艦の1隻（S-1）の艦長であり、事故直後に乗艦を駆って現場に急行したが、当時は遭難潜水艦から脱出する方法も、また乗員を救出する方法も開発されていなかった。このことから、事故後、モンセン少佐はレスキュー・チェンバーの原型となる「救命鐘」の提案書を作成、海軍造修局に送付した。後に造修局に転属してからは、自ら救命鐘の実現のために奔走したが、1927年12月17日にS-4の沈没事故が発生するまでは顧みられることがなかった。事故後、直ちに開発許可が降り、1928年より試作された救命鐘を潜水艦救難艦「ファルコン」に搭載、また回収されたS-4を実験艦として改装しての試験が重ねられた。救命鐘の試作品は底が開いており、その名の通りに潜水鐘に近いものであったが、この試験の結果、密閉できる上部室と海水に曝露された下部室に分割されて、潜水球としての性格が強くなった。この改良機は、1930年秋に「レスキュー・チェンバー」として完成した。
1939年5月23日に「スコーラス」の沈没事故が発生した時点で、アメリカ海軍には5基のレスキュー・チェンバーが配備されており、このうち「ファルコン」の搭載装置が、モンセン少佐自身の指揮下で救難作戦に投入された。この作戦によって33名が救出されたが、これは沈没時に殉職した26名を除く遭難潜水艦の乗員全員であった。なおこれは、沈没潜水艦から生存者の救出に成功した最初にして唯一の例である。
レスキュー・チェンバー・システムは、第2次世界大戦後も長く潜水艦救難装置として採用され続けた。しかし本システムの運用深度はおおむね200メートル程度に制約される一方、潜水艦の作戦深度はどんどん深くなっていった。またやはり原理的に波浪など環境の影響を受けやすいという弱点もあったことから、1970年代から1980年代にかけて、自航能力を備えた有人潜水艇である深海救難艇（DSRV）によって代替されていくことになった。

## 設計

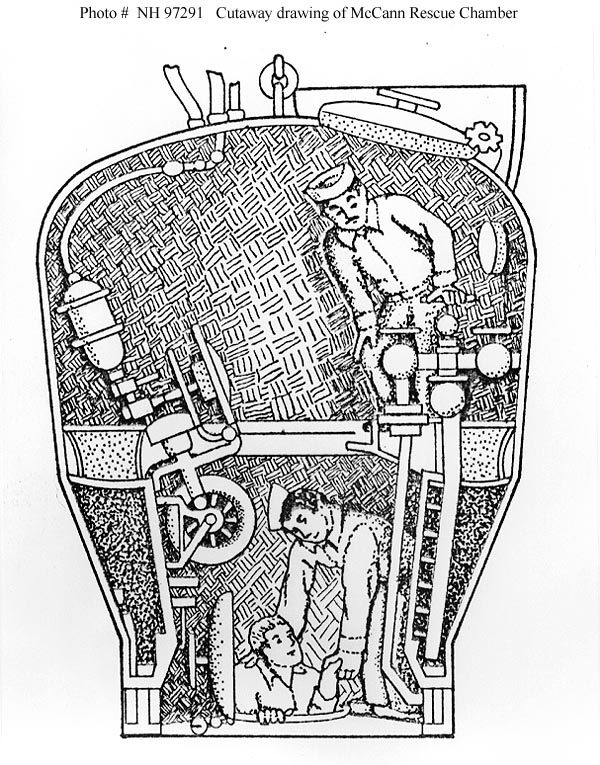
構成のシェーマ。遭難潜水艦とメイティングし、ハッチを開いて乗員が顔を出している。

レスキュー・チャンバーは、上記の通り、密閉できる上部室と下方が海水に曝露された下部室に分割されており、両者は密閉可能なハッチを備えた隔壁によって区分されている。またチャンバーが海面に浮上した際に乗員が乗降できるように、上部室の天井にもハッチが設けられていた。上部室には調整用のバラスト缶が円周状に並べられており、乗員と等しい重さだけ棄てられるようになっていた（右図では省略）。一方、下部室を取り囲むようにバラストタンクが設置されており、ここに注排水することでチェンバーの浮力状態を調整できるようになっていた。このために、バラストタンクと下部室とは注水移送パイプで繋がれており、これを操作する海水管が上部室に設置されていた。下部室には、メッセンジャー・ワイヤーや降下案内索を巻き取るためのリールが設置されていた。
チェンバーと母艦は、圧縮空気を送るホースや電話線のほか、母艦から海面への揚降時や自力での浮上が困難になった場合に使用されるバックホール・ケーブルによって接続されている。
なお、海上自衛隊初の潜水艦救難艦であった「ちはや」（34ASR）に搭載されていたチェンバーは、アメリカ海軍からの譲渡品で、高さ3.5メートル、直径2.1メートル、1回あたりの救難人員は6～8名とされていた。

## 方法
潜水艦救難は、まず遭難潜水艦の捜索から着手される。遭難潜水艦を発見したのちに、まずこれを中心として四方に4個の錨を投錨し、潜水艦救難艦を遭難潜水艦の直上に固定する。これを四点係留と称する。それぞれの錨から伸びる錨鎖（アンカー・チェーン）は大型の係留浮標（スパット）と繋がれており、係留浮標が適切な浮上状態を保てるように錨鎖の長さを調整する。なおこの係留浮標は鮮やかなインターナショナル・レッド（朱赤）で塗装されており、本システム搭載艦の外見上の特徴となっている。係留浮標と潜水艦救難艦との間はナイロン製のホーサーで繋がれており、潜水艦救難艦が遭難潜水艦の直上に占位できるようにホーサーの長さを調整する。
潜水艦救難艦の四点係留が完了したら、潜水士による遭難潜水艦の状態調査ののち、チェンバーによる活動に入る。まず、遭難潜水艦から射出されているメッセンジャー・ブイを回収し、ブイと遭難潜水艦をつないでいたメッセンジャー・ワイヤーをチェンバーのリールに接続する。なお、メッセンジャー・ブイの射出に失敗していたり、メッセンジャー・ワイヤーが切れていた場合には、潜水士による状態調査の際にかわりのワイヤー（降下案内索）を接続しておく。チェンバーは海上に降ろされたのち、約500 kgの正浮力を維持したまま、ワイヤーをモーターで巻き取ることで水中を降下していく。ワイヤーは遭難潜水艦のハッチの中心に接続されていることから、ワイヤーを巻き取っていくことで、チェンバーはハッチの直上に到着できる。
チェンバーは、到着後、まずバラストタンクに注水する。これによってチェンバーは負浮力となり、ハッチ上に着座する。その後、更に下部室内の海水を排水することで、水圧により接触部は完全密着状態となる。なお、チェンバー開発以前に開発された潜水艦では、チェンバーと完全密着できるように、ハッチ周囲にワッシャーのような金属板を設置する必要があった。こうしてメイティング（ドッキング）が完了したのちにハッチを開き、さらにボルトで固定したのち、遭難潜水艦の乗員を収容する。その後、ボルトを外してハッチを閉めてから下部室に注水すると、チェンバーと遭難潜水艦との密着は解除される。ついでバラストタンクから排水すると、チェンバーは浮力を回復して、自力で浮上する。